# Japońska kultura telefonów komórkowych

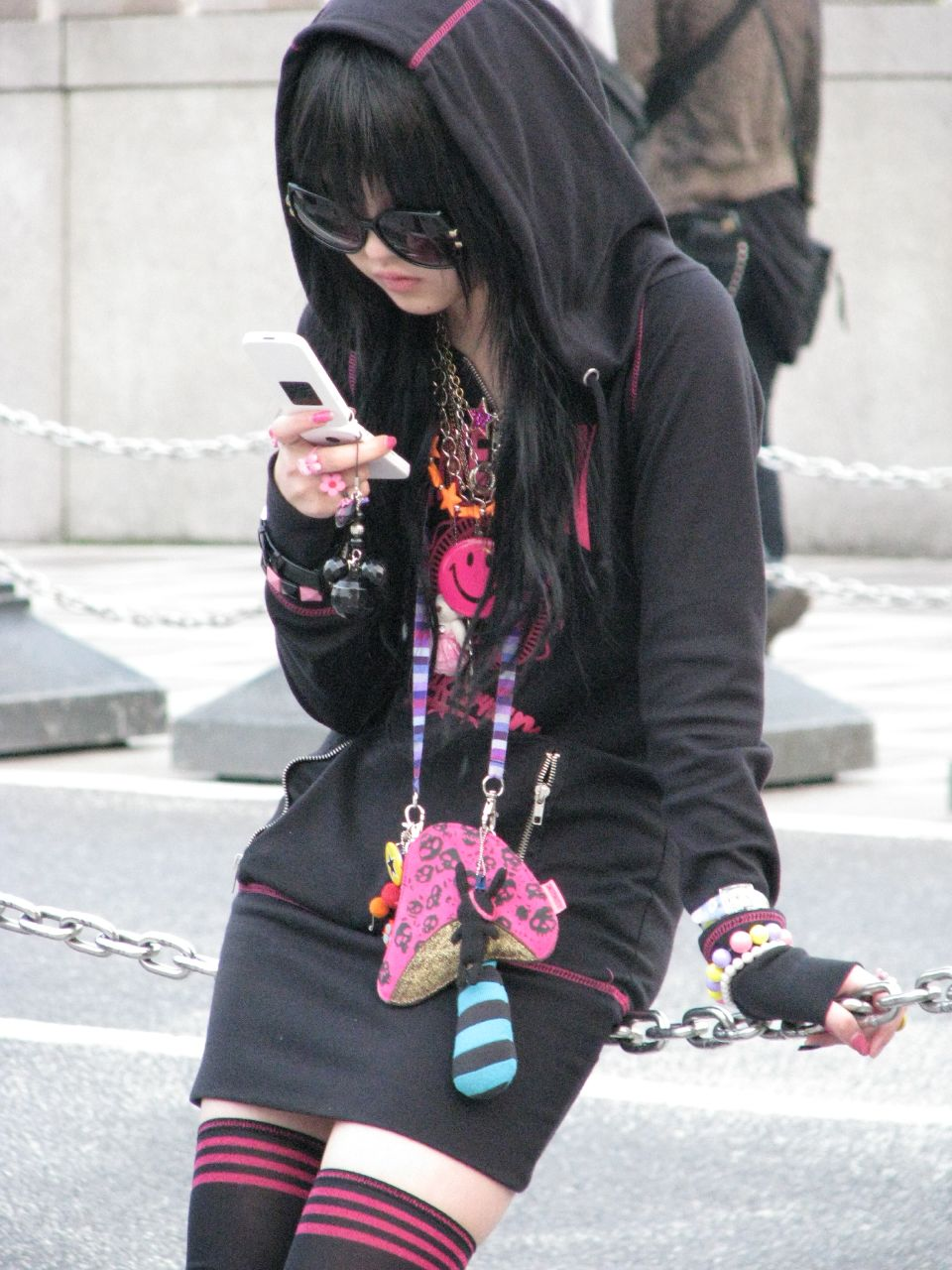
Dziewczyna w Harajuku, korzystająca z telefonu komórkowego.

Telefon komórkowy w języku japońskim nazywany jest keitai denwa (jap. 携帯電話) lub po prostu keitai (jap. 携帯). Telefony komórkowe w Japonii rozwinęły się jako wirtualne akcesoria do wysyłania i odbierania wiadomości, grania w gry, oglądania telewizji, a czasem do komunikacji werbalnej.
Masowe rozpowszechnienie i popularność telefonu w Japonii, a także specyfika jego użytkowania, doprowadziły do powstania prawdziwej kultury telefonów komórkowych. Telefony komórkowe są używane głównie do surfowania po Internecie, podczas gdy najbardziej charakterystyczne cechy obejmują ciągłe korzystanie z poczty e-mail (ze szkodą dla funkcji SMS i połączeń telefonicznych) oraz możliwość dokonywania zakupów po prostu zbliżając urządzenie do czytnika, używając go jako wirtualnego bankomatu.
Niektórzy rodzice postrzegają telefony komórkowe jako środek ochrony swoich dzieci. Dlatego od 2006 roku producenci telefonów komórkowych produkują specjalne telefony, które pozwalają dzieciom dzwonić tylko na wyznaczone numery i w razie potrzeby mogą być śledzone przez GPS. Wszyscy główni japońscy operatorzy posiadają w ofercie takie telefony komórkowe.

## Rozprzestrzenianie się zjawiska

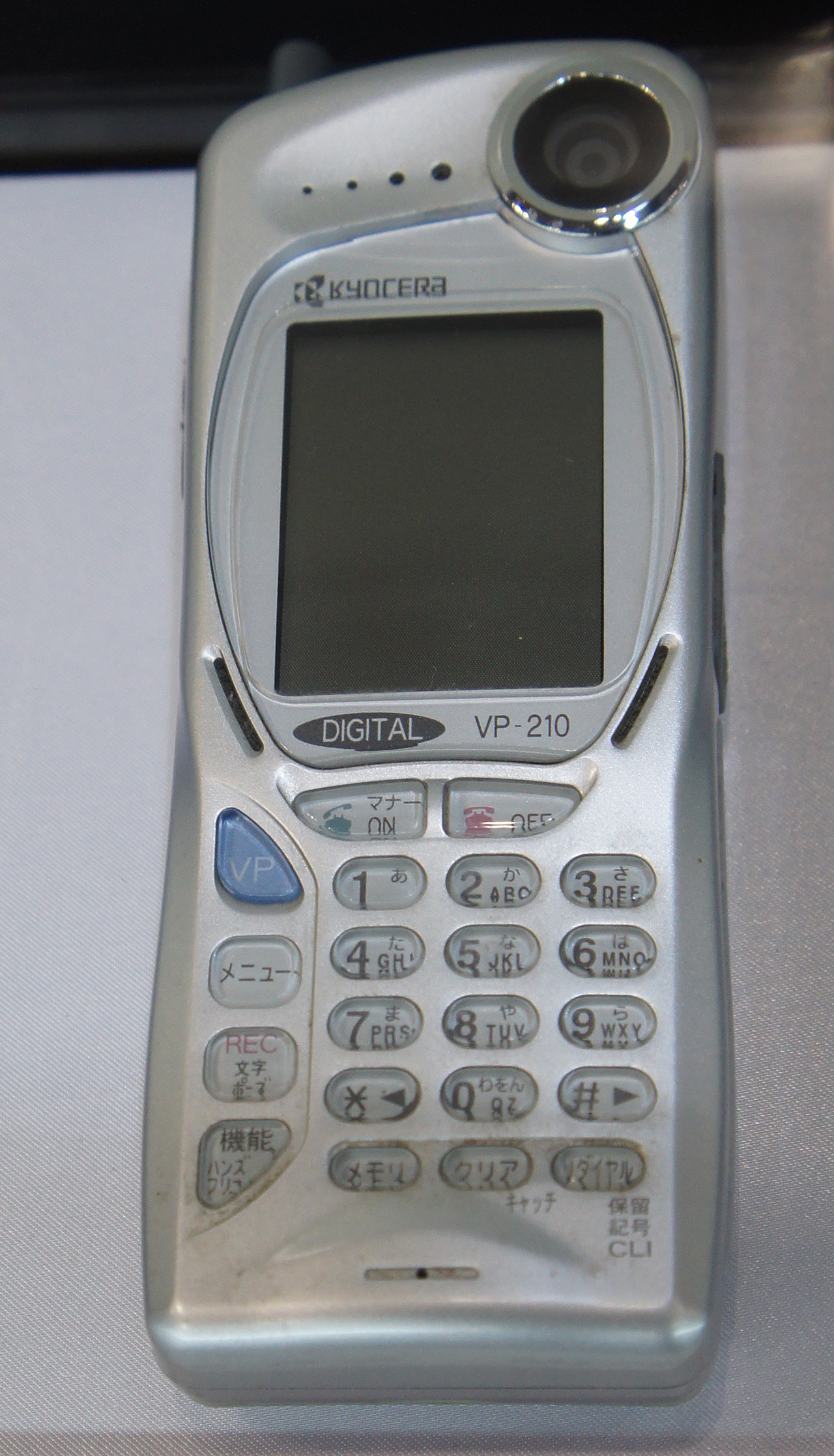
Kyocera VP-210 pierwszy komercyjny telefon komórkowy z aparatem fotograficznym.

Telefony komórkowe w Japonii rozwinęły się znacząco w latach 90. i 2000., osiągając status niezbędnego przedmiotu w życiu codziennym Japończyków.
Japonia była liderem w technologii telefonów komórkowych. Pierwszym komercyjnym telefonem z aparatem fotograficznym był model Kyocera VP-210, który pojawił się w Japonii w maju 1999 roku.

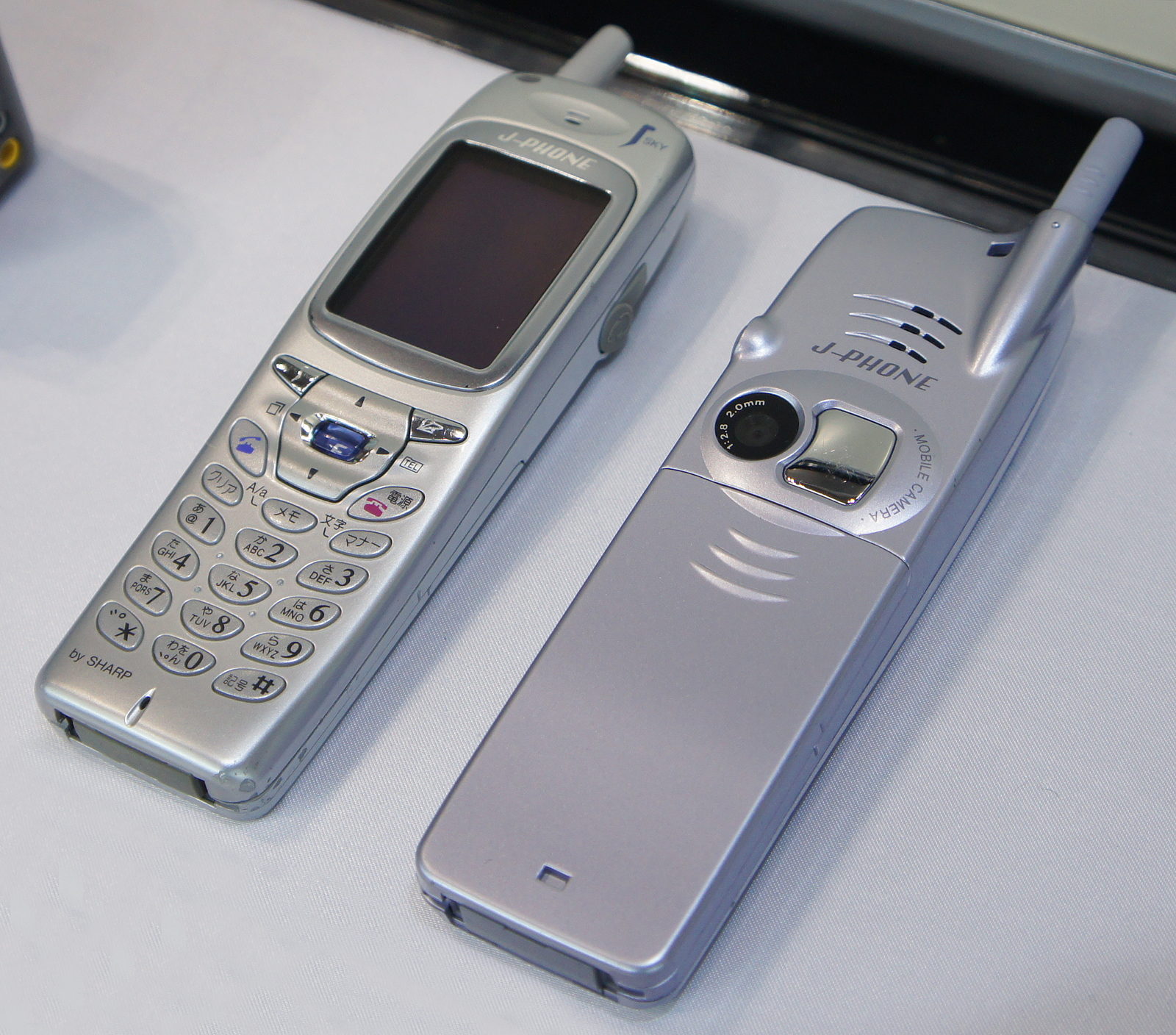
Sharp J-SH04 pierwszy masowy telefon komórkowy z aparatem fotograficznym.

Pierwszym telefonem komórkowym z aparatem fotograficznym przeznaczonym na rynek masowy był Sharp J-SH04, wprowadzony na rynek japoński w listopadzie 2000 roku.
W przeszłości Japonia była jednym z przodujących krajów w dziedzinie badań nad nowymi technologiami, które miały zostać zastosowane na rynku telefonii komórkowej, dzięki opracowaniu pierwszych standardów transmisji danych pod koniec lat 70. i byciu pierwszym krajem, który wprowadził technologię 3G na skalę komercyjną.
Jednak w Japonii branża telefonów komórkowych rozwinęła się zupełnie inaczej niż w innych krajach na świecie, z unikalnymi i szczególnymi cechami, które doprowadziły do porównania jej w tym sektorze do Wysp Galapagos. W XXI wieku Japonia stała się pod względem telefonii komórkowej odpowiednikiem Wysp Galapagos w XIX wieku dla Karola Darwina: środowiskiem zamieszkanym przez unikalne gatunki, które ewoluowały w całkowitej izolacji od reszty świata. Już po wprowadzeniu standardów zaprojektowanych specjalnie na rynek krajowy (takich jak PHS, PDC i FOMA, używanych jako alternatywa dla GSM i UMTS, bardziej rozpowszechnionych na Zachodzie), Japończycy nabrali zwyczaju nazywania swoich telefonów „komórkami Galapagos” (jap. ガラパゴス携帯 Garapagosu keitai lub jap.ガラケー Gara-kei), ponieważ ich przeznaczeniem było nigdy nie opuścić japońskiej granicy, ponieważ zostały skonstruowane i zaprojektowane do działania tylko na terytorium Japonii. W rezultacie japońscy giganci telefonii komórkowej raczej nie brali udziału w wyścigu innowacji smartfonów (jap.スマートフォン Sumātofon), produkując średnio tylko 10 milionów sztuk, w porównaniu do 100-200 milionów smartfonów produkowanych rocznie przez Apple i Samsunga.

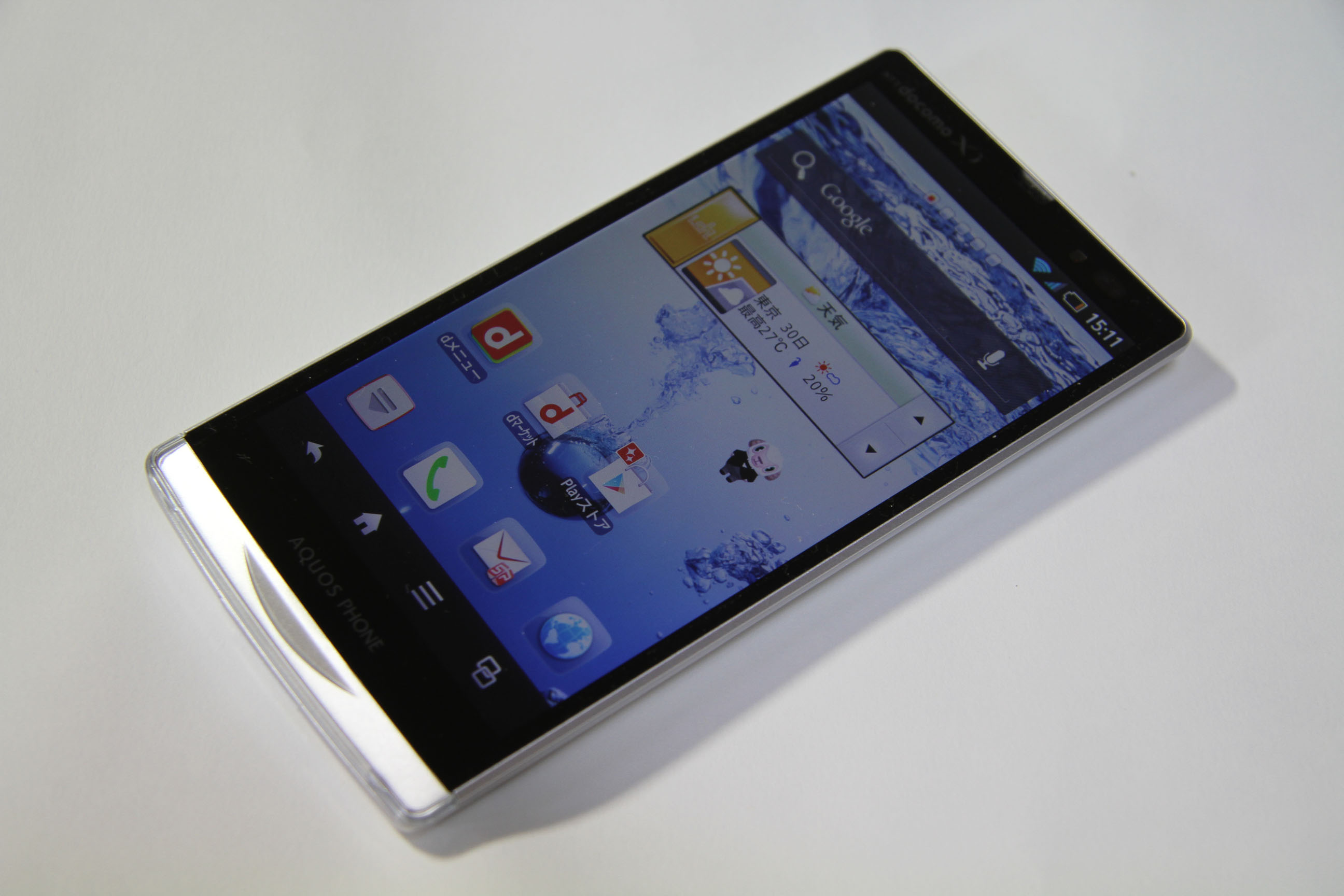
Smartfon docomo NEXT z serii "AQUOS PHONE ZETA" SH-09D, który swoją premierę miał 29 czerwca 2012 roku.

Od 2010 roku smartfony zaczęły szybko rozprzestrzeniać się w Japonii, zwłaszcza wśród nastolatków, wyznaczając ważny punkt zwrotny na rynku telefonów komórkowych. W 2011 roku około 60-70% osób w wieku od 13 do 59 lat korzystało z telefonu komórkowego: wśród osób powyżej 60. roku życia korzystanie z telefonu komórkowego było bardziej rozpowszechnione niż korzystanie z komputera (32,2% w porównaniu do 31,1%), podczas gdy wśród osób poniżej 20. roku życia 44% korzystało ze smartfona.

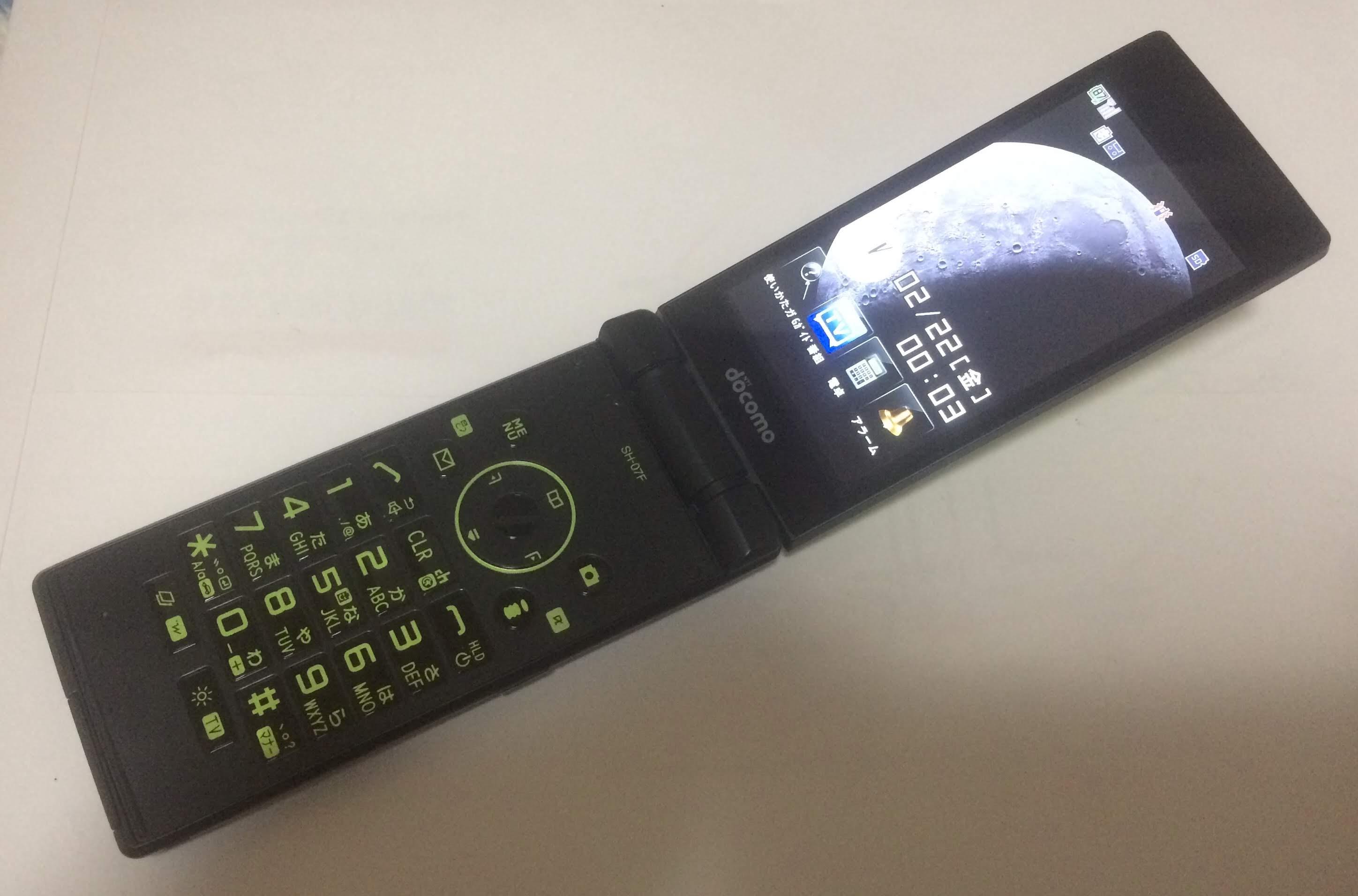
Telefon komórkowy z klapką Sharp SH-07F został wprowadzony na rynek w II kwartale 2014 roku.

W 2013 roku 70% nabywców telefonów komórkowych zdecydowało się na zakup smartfona. Dzieje się tak pomimo faktu, że podstawowe telefony komórkowe (gara-kei) nadal mają znaczącą obecność na japońskim rynku ze względu na wysoką cenę i zbyt skomplikowane plany taryfowe bardziej nowoczesnych telefonów do tego stopnia, że w następnym roku sprzedaż prostych telefonów komórkowych z klapką przekroczyła sprzedaż smartfonów. W 2014 roku nastąpił spadek dostępu do Internetu za pośrednictwem komputerów o 10-20%, na korzyść 60% wzrostu ruchu mobilnego, mimo że średnia miesięczna liczba odwiedzających dziesięć największych japońskich stron internetowych za pomocą komputera (52,1 mln) nadal przewyższała liczbę osób korzystających z przeglądarki mobilnej (42,6 mln) lub odpowiednich aplikacji (41,9 mln). Większość Japończyków posiada obecnie telefon komórkowy, w 2013 r. było to 39,1% populacji, a 2022 r. odsetek ten osiągnął 77,3%.

## Powieść komórkowa
Powieści są jednym z popularnych elementów kultury telefonów komórkowych w Japonii. Powieść komórkowa (jap.ケータイ小説 Keitai shosetsu) jest rodzajem powieści pisanym za pomocą telefonu komórkowego i stała się gatunkiem literatury w Japonii. Większość literatury keitai jest pisana przez amatorów, ale niektóre popularne prace zostały opublikowane w formie książkowej. Najsłynniejsza japońska powieścią komórkową jest Deep Love z 2002 roku, która doczekała się adaptacji filowej, telewizyjnej dramy i mangi. Ze względu na limity znaków w telefonach komórkowych, rozdziały składają się zazwyczaj ze 100 znaków. W rezultacie powieści te charakteryzują się krótkimi zdaniami, niewielką liczbą opisów, dużą liczbą dialogów a spacje zaznaczają miejsca, w których bohaterowie myślą bądź zastanawiają się nad czymś.

## Kultura użytkowania

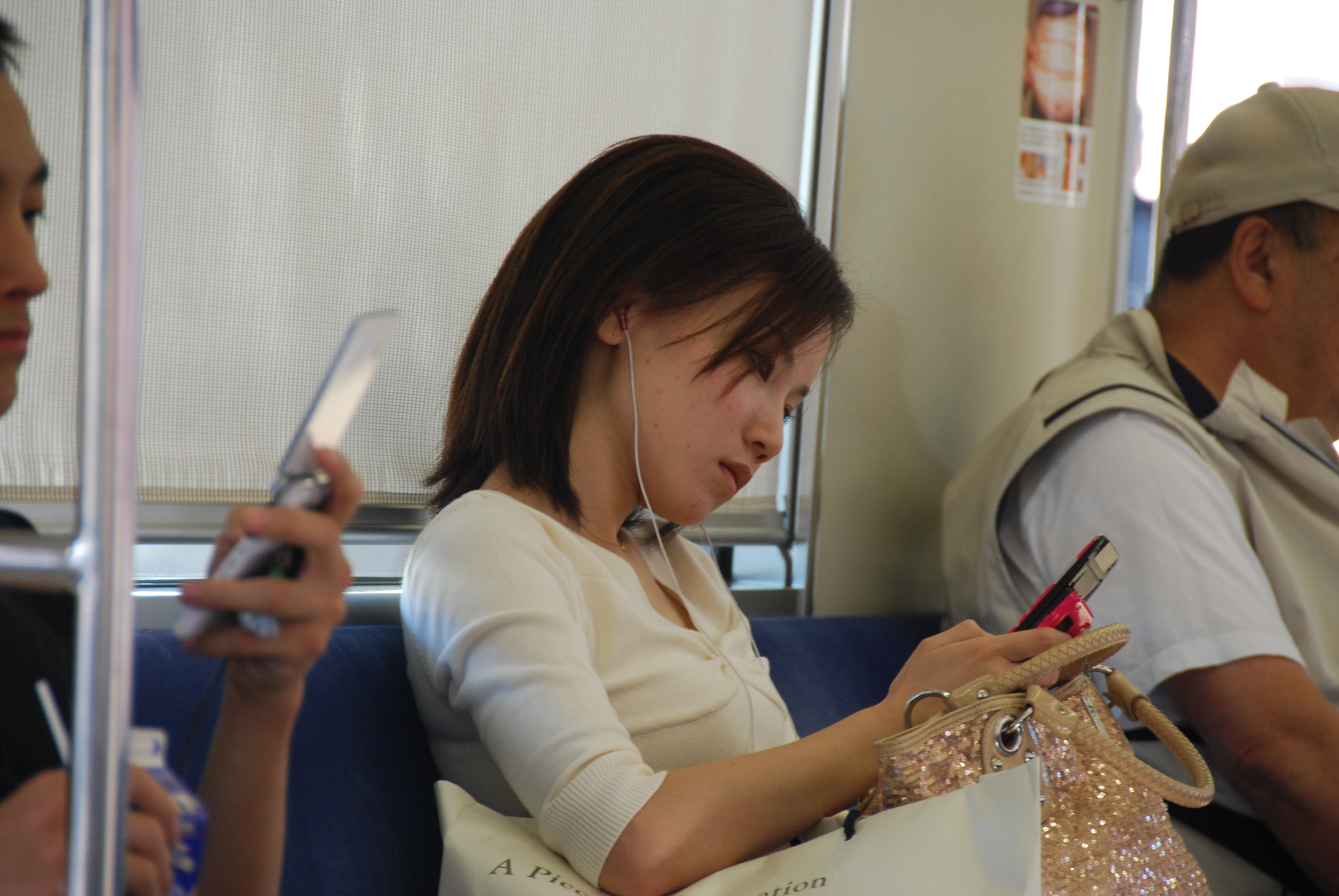
Zdjęcie japońskiej kobiety korzystającej z telefonu komórkowego w pociągu.

W Japonii coraz więcej osób wycisza swoje telefony komórkowe, wychodząc z domu. W pociągach pojawiają się również komunikaty o konieczności przełączenia telefonu w tryb cichy. Korzystanie z telefonów komórkowych w miejscach publicznych nie jest mile widziane w Japonii. Kierowcy autobusów czasami nie pozwalają na korzystanie z telefonów komórkowych podczas jazdy. Jeśli telefon komórkowy zadzwoni w miejscu publicznym, ludzie natychmiast go wyciszają. W Japonii bardzo ważne jest, aby nie przeszkadzać innym podczas korzystania z telefonu komórkowego.

## Emoji
Pochodzą z japońskich telefonów komórkowych, które ukazały się w 1997 roku. Emoji zostały dodane do kilku systemów operacyjnych telefonów komórkowych w 2010 roku, zyskując popularność na całym świecie.
Telefon komórkowy SkyWalker DP-211SW, wyprodukowany przez J-Phone w 1997 roku, był pierwszym znanym telefonem zawierającym zestaw 90 emoji. J-Phone DP-211SW nie sprzedawał się jednak dobrze ze względu na wysoką cenę detaliczną, w związku z czym emoji nie miały wówczas miejsca na rynku masowym. J-Phone przekształcił się później w Vodafone Japan, który jest obecnie Softbank Mobile. Zestaw emoji Softbank, w późniejszej rozszerzonej wersji, stanowił podstawę wyboru emoji dostępnych na wczesnych iPhone'ach.
Bardzo wpływowy wczesny zestaw 176 emoji komórkowych został stworzony przez Shigetakę Kuritę w 1999 roku i wdrożony na mobilnej platformie internetowej NTT DoCoMo i-mode. Miały one ułatwić komunikację elektroniczną i służyć jako element wyróżniający spośród innych usług. Z wywiadów wynika, że inspirował się japońską mangą. W japońskiej mandze postacie są często przedstawiane za pomocą symbolicznych reprezentacji znanych jako „manpu” (np. kropla wody na twarzy reprezentuje zdenerwowanie lub dezorientację) oraz piktogramów pogodowych używanych do przedstawiania warunków pogodowych w danym momencie. Emoji obejmowały „twarz ze łzami radości”, które łączy japoński styl wizualny często spotykany w mandze i anime, w połączeniu z elementami kaomoji i buźkami. W telefonach komórkowych obsługujących C-HTML 4.0 do 176 podstawowych emoji dodano kolejne 76.

## Gyaru-moji
Jedną z bardzo charakterystycznych form pisma jest „gyaru-moji” (nazwane od subkultury „gyaru”, ponieważ ludzie tego stylu mody są tymi, którzy często używają tego rodzaju pisma). Podobnie jak SMS-y, znaki gal są używane do wysyłania wiadomości na telefonach komórkowych, ale w przeciwieństwie do SMS-ów, które skracają wiadomości, znaki „gyaru-moji” wymagają dodatkowego wysiłku przy czytaniu i pisaniu. Gyaru często ignoruje japońską składnię, używając obcych słów, łacińskich skrótów, japońskich zwrotów lub po prostu obcych końcówek.

## Gry mobilne
Gry mobilne stały się popularne w Japonii na początku XXI wieku, wyprzedzając Zachód, a do 2003 roku na japońskich telefonach komórkowych dostępna była szeroka gama gier mobilnych, od gier logicznych i wirtualnych zwierząt domowych wykorzystujących technologię telefonu z aparatem, po gry 3D z grafiką podobną do PlayStation. Starsze gry zręcznościowe stały się szczególnie popularne na telefonach komórkowych, ponieważ były zaprojektowane z myślą o szybkiej rozgrywce.
W tym czasie Namco stało się przodującym producentem gier na telefony komórkowe, wykorzystując lata postępu technologicznego w celu poprawy grafiki i grywalności. W 2003 roku Namco wypuściło bijatykę, która wykorzystywała kamerę telefonu komórkowego do tworzenia alter ego gracza i ustawiania jego ruchów i siły zgodnie z jego fizjonomią. W tym samym roku Namco podjęło próbę wprowadzenia gier mobilnych do Europy.
Inne gry mobilne wydane w 2003 roku obejmowały gry podobne do Tamagotchi, które wymagały od użytkowników robienia zdjęć prawdziwego jedzenia za pomocą aparatów telefonów komórkowych w celu nakarmienia wirtualnych zwierząt. Podobne gry wykorzystywały również odciski palców do interakcji z wirtualnymi zwierzętami. Inną popularną grą było wykorzystanie mikrofonu telefonu komórkowego w celu poprawy umiejętności wymowy języka japońskiego u dzieci.
Rynek ten rozwinął się jeszcze bardziej na początku 2010 roku wraz z wprowadzeniem nowych smartfonów z systemem Android z autostereoskopowymi ekranami 3D i możliwością grania w gry 3D bez okularów, a także wejściem firmy Konami na rynek gier mobilnych.
Gry mobilne coraz bardziej dominowały na japońskim rynku, a ich sprzedaż w 2013 roku wyniosła 5,1 mld dolarów amerykańskich, czyli więcej niż tradycyjnych gier na konsole.
Japonia jest obecnie wiodącym rynkiem gier mobilnych na świecie.

## Dekoracje
Jedną z najpopularniejszych trendów wśród japońskich nastolatków jest personalizowanie i ozdabianie swoich telefonów komórkowych. Można je ozdobić zarówno małymi naklejkami, jak i dodając charakterystyczny pasek zwany keitai sutorappu (jap.携帯ストラップ). Ten ostatni stał się niezbędną częścią japońskiej kultury popularnej, tak bardzo, że napędził prawdziwy biznes z wyspecjalizowanymi sklepami produkującymi je. Są one wykonane z różnych materiałów, w tym winylu, plastiku, metalu i skóry.

## Krytyka
Ponieważ znaki kanji są automatycznie ładowane podczas wprowadzania ich w telefonach komórkowych, wielu użytkowników telefonów zauważyło, że ich zdolność do ręcznego pisania znaków kanji słabnie. Według ankiety przeprowadzonej przez Agencję do Spraw Kultury Ministerstwa Edukacji, Kultury, Sportu, Nauki i Technologii, 66,5% respondentów stwierdziło, że ich zdolność do ręcznego pisania kanji osłabła. Agencja ds. Kultury jest zatem zaniepokojona przyszłością kanji.
Ponieważ większość powieści komórkowych zawiera treści seksualne i przemoc, rodzice uważają, że takie powieści mają negatywny wpływ na ich dzieci.

## Galeria

Japońskie telefony komórkowe z klapką
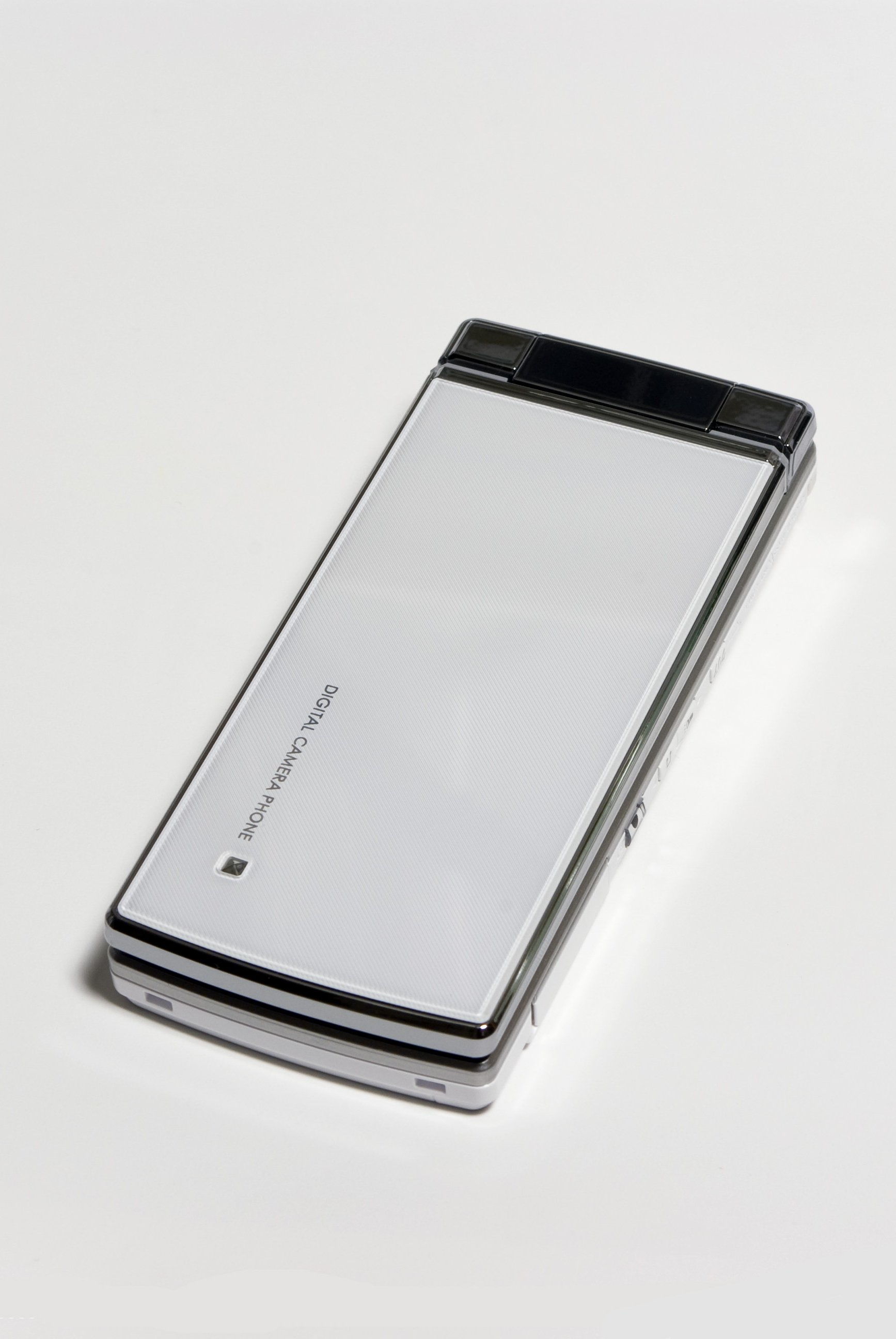
Sharp SH004 (zamknięty)
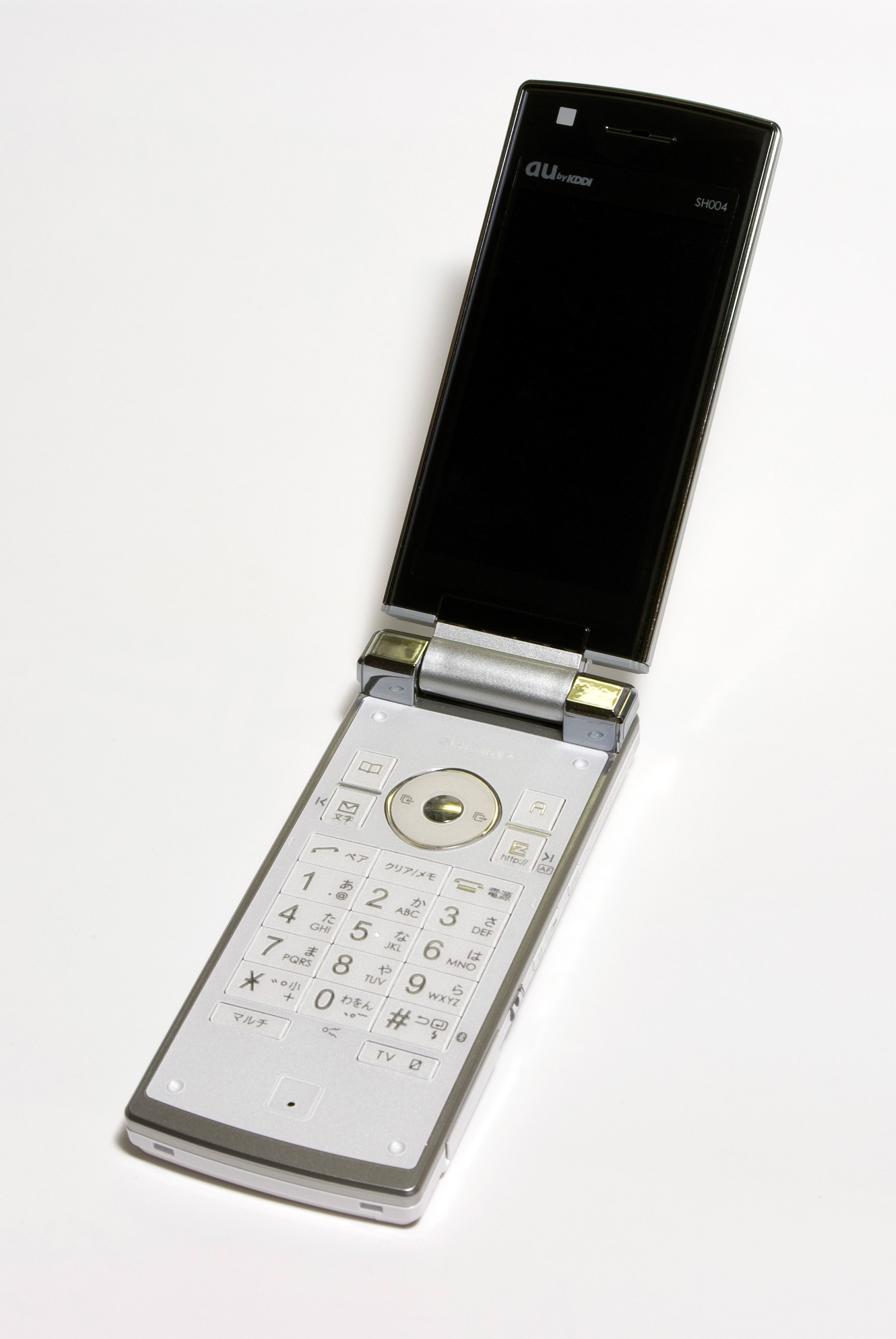
Sharp SH004 (otwarty)
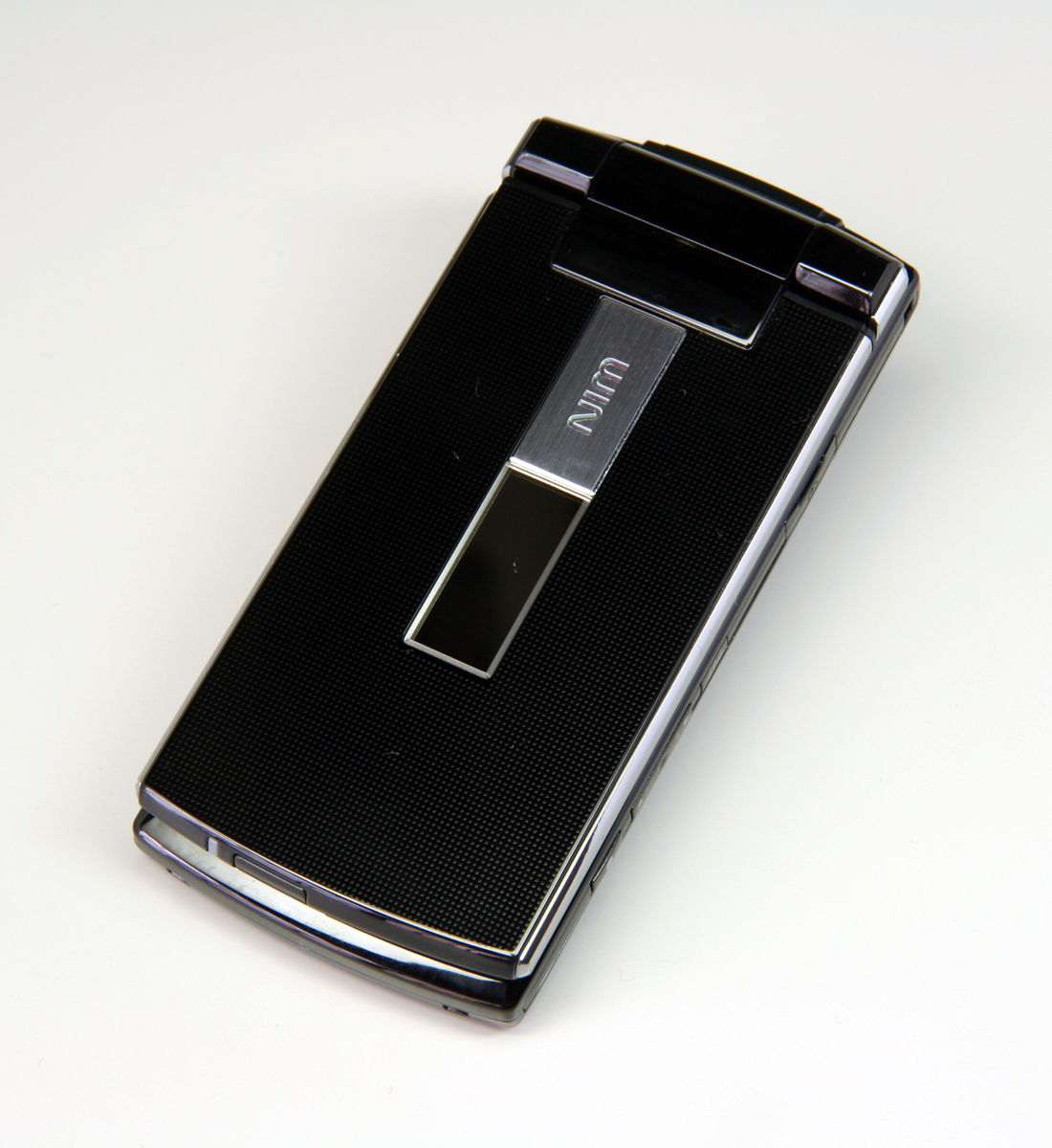
Sharp W52SH (zamknięty)
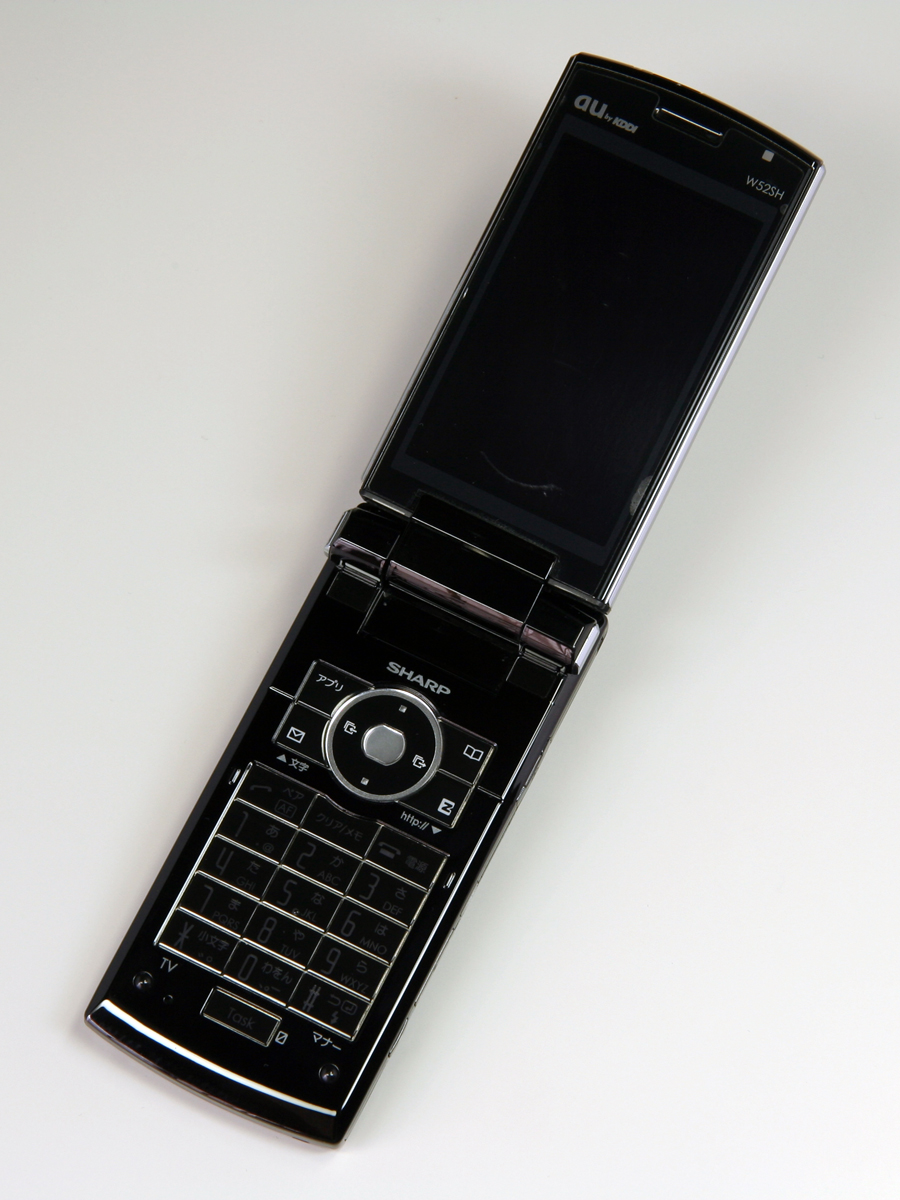
Sharp W52SH (otwarty)
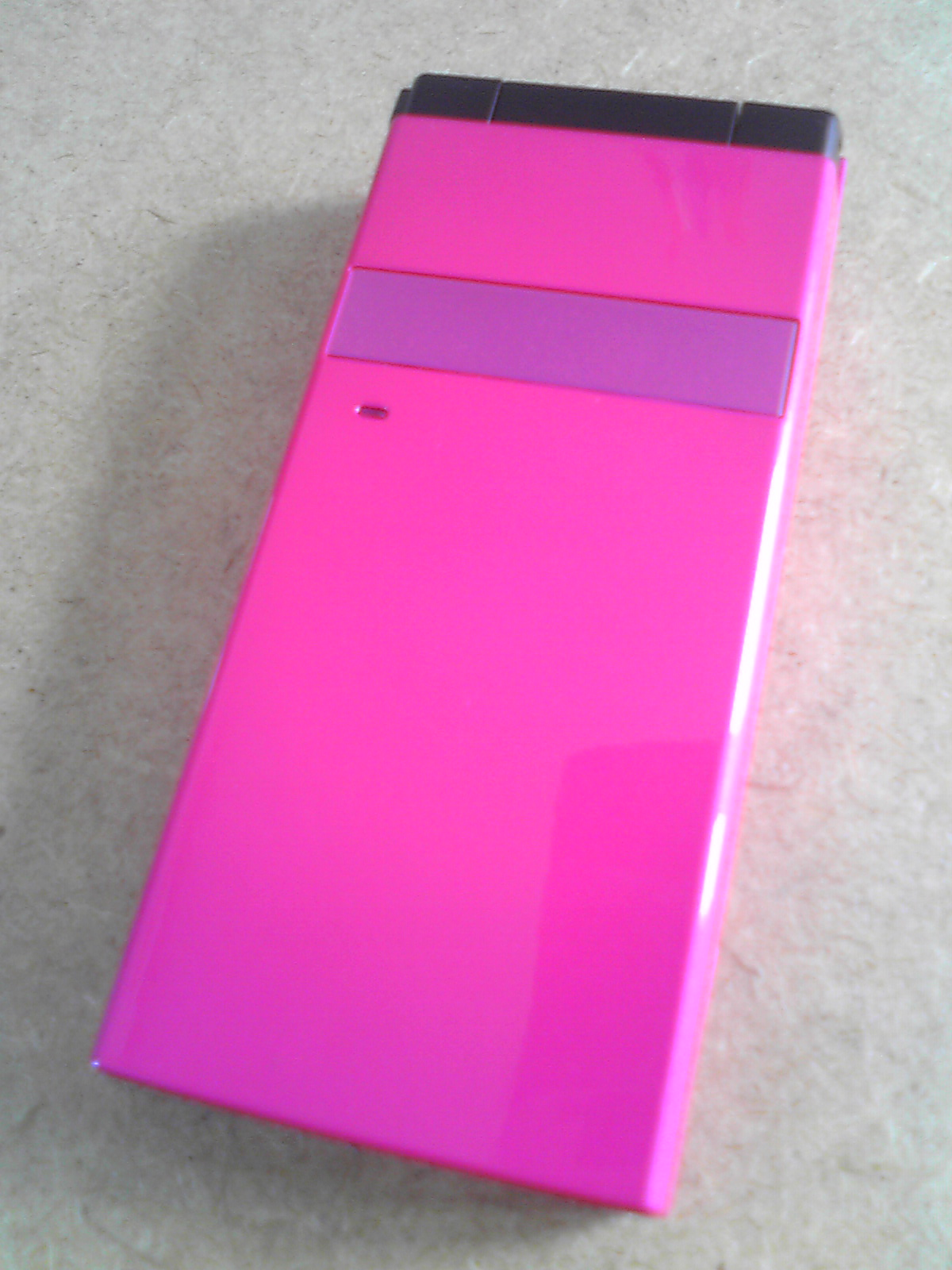
Panasonic P-06C (zamknięty)
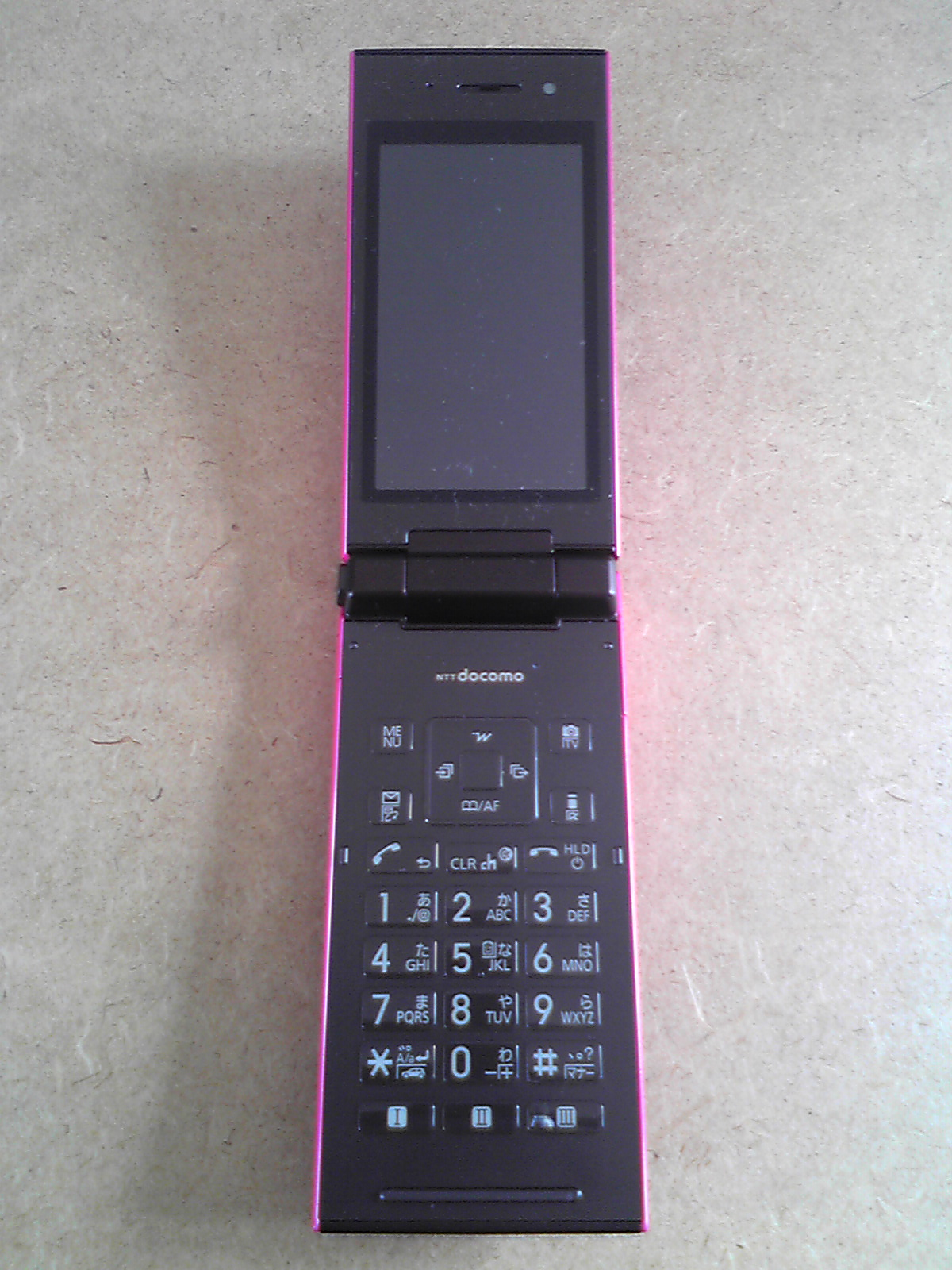
Panasonic P-06C (otwarty)

Japońskie smartfony
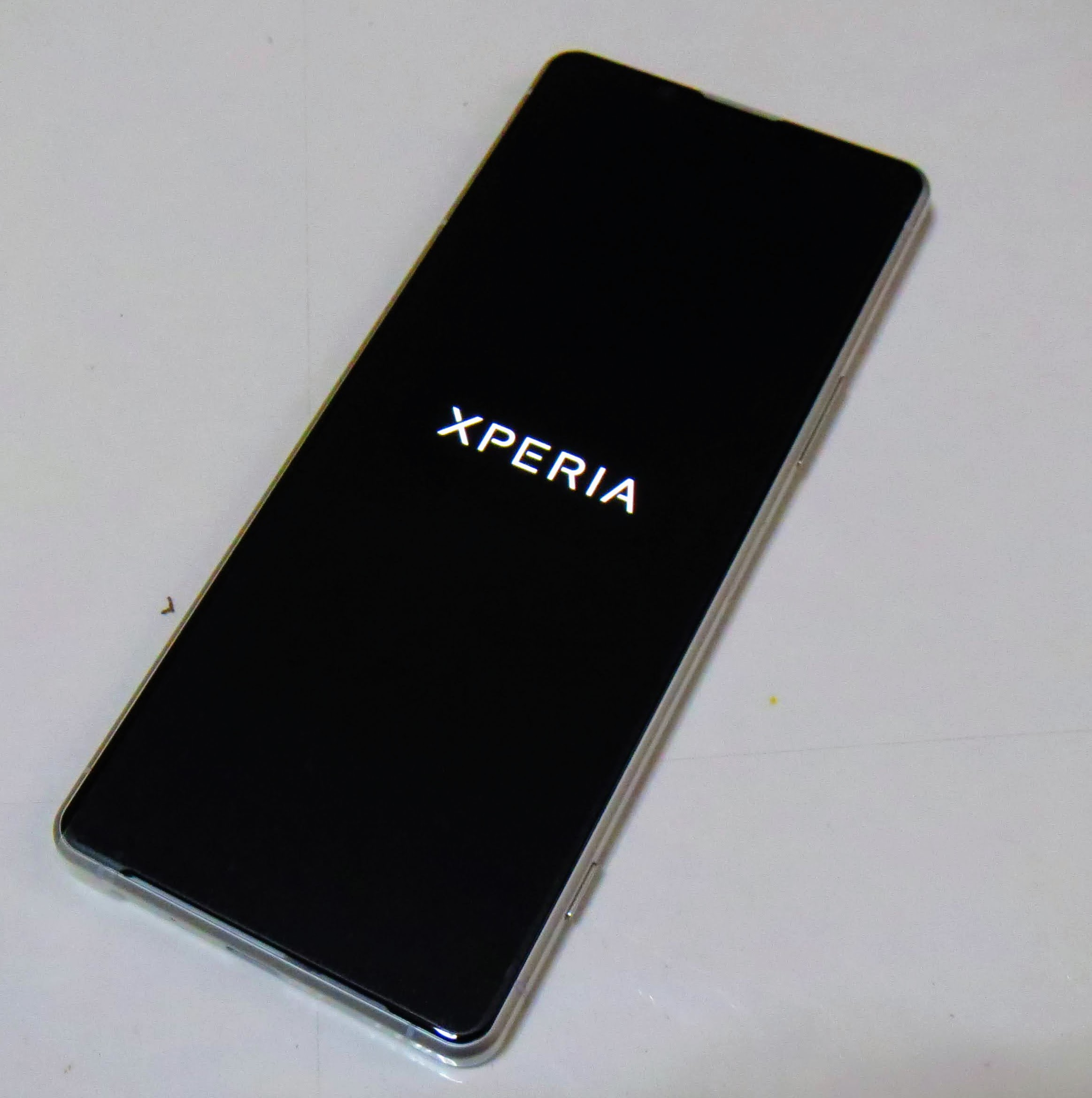
Sony Xperia 1 II (przód)
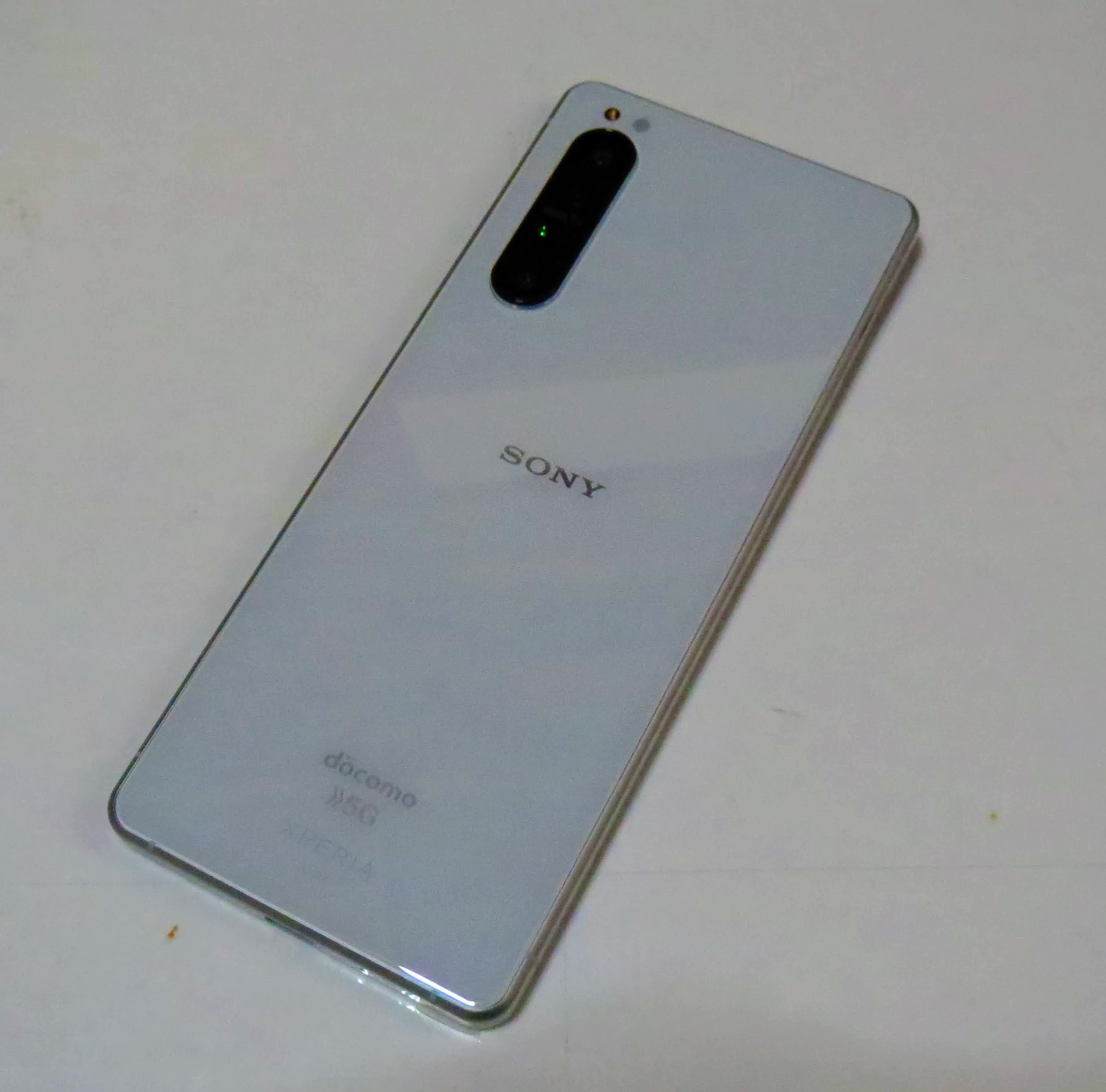
Sony Xperia 1 II (tył)
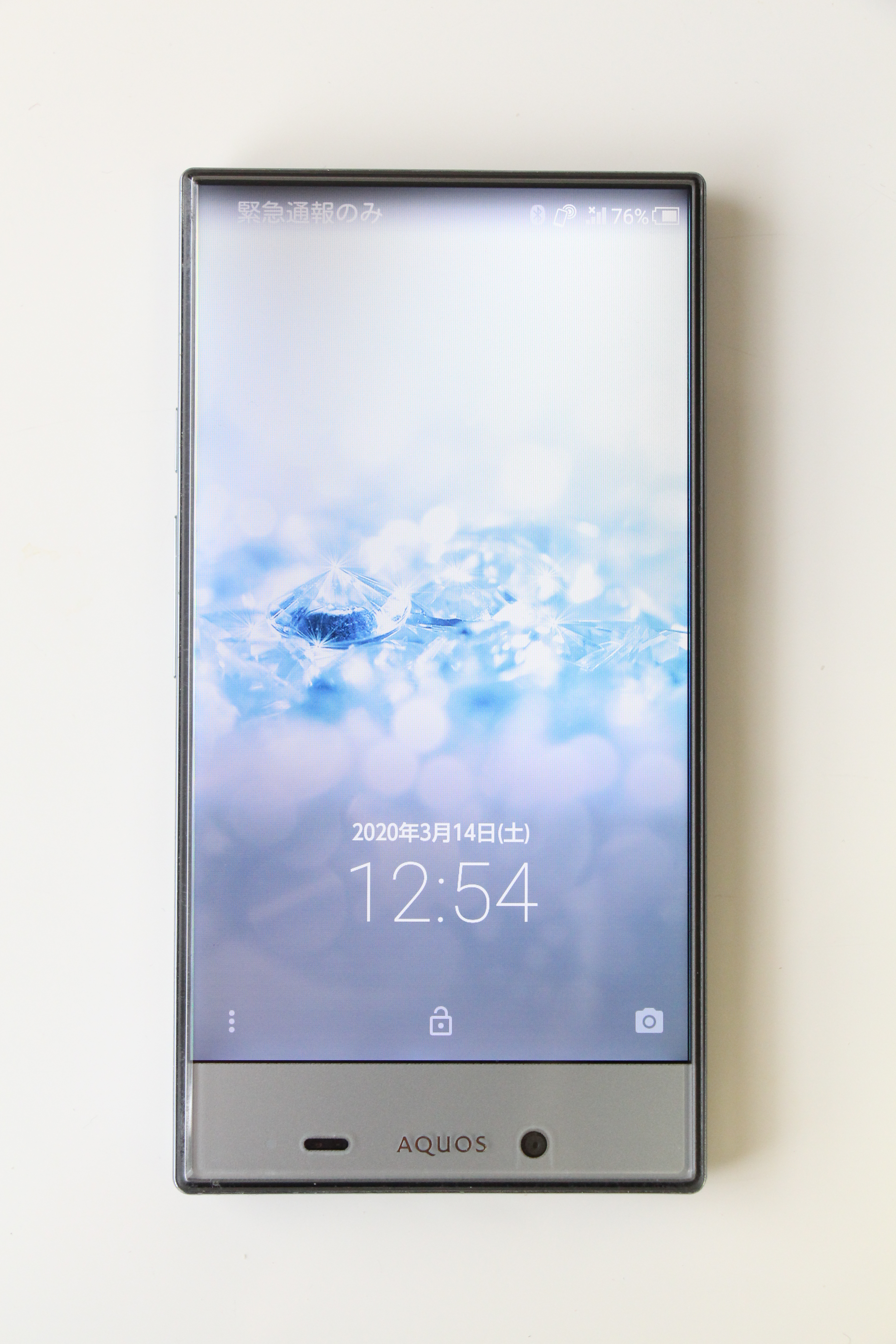
Sharp Aquos Crystal Y2 (przód)
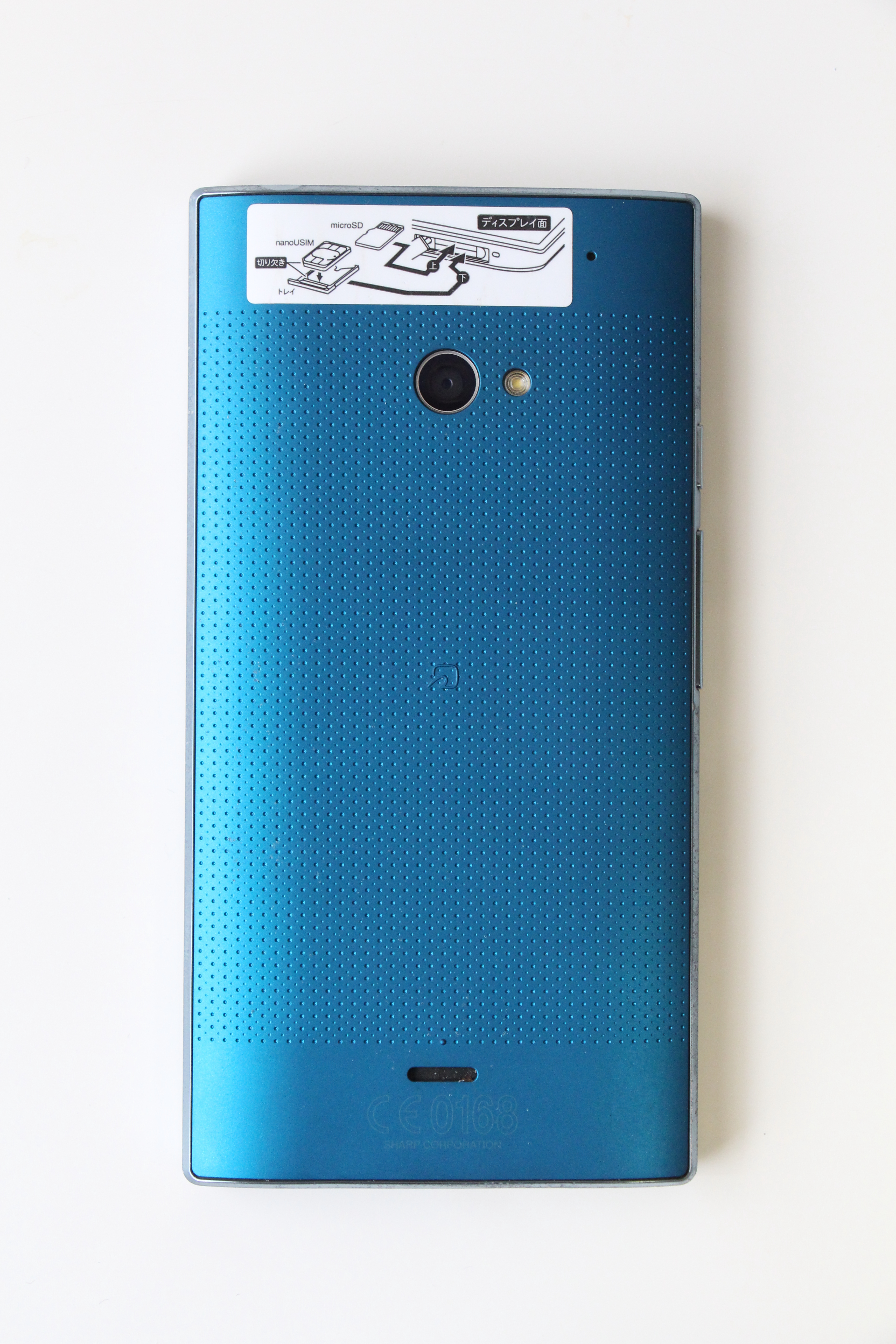
Sharp Aquos Crystal Y2 (tył)
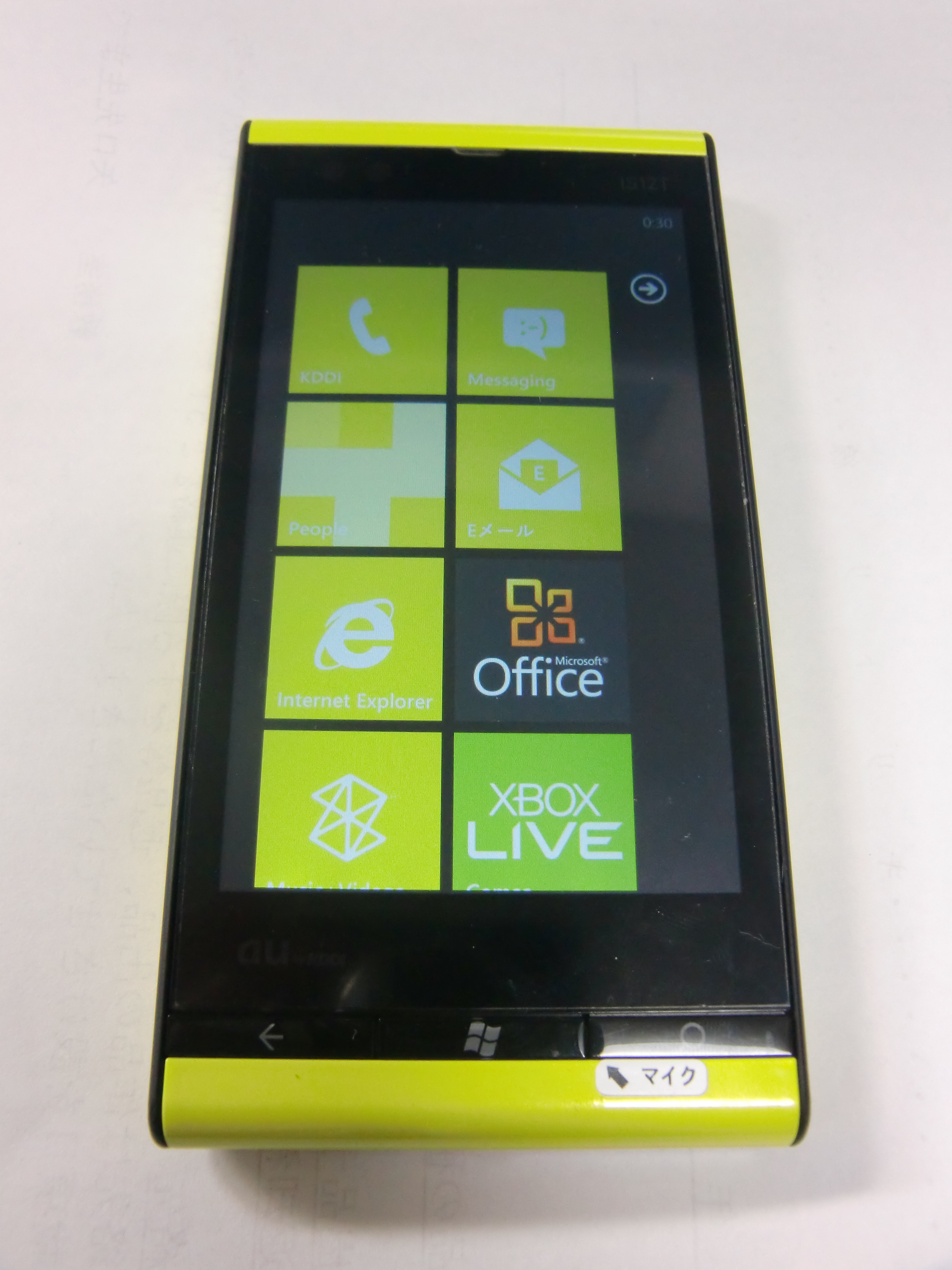
Fujitsu-Toshiba IS12T (przód)
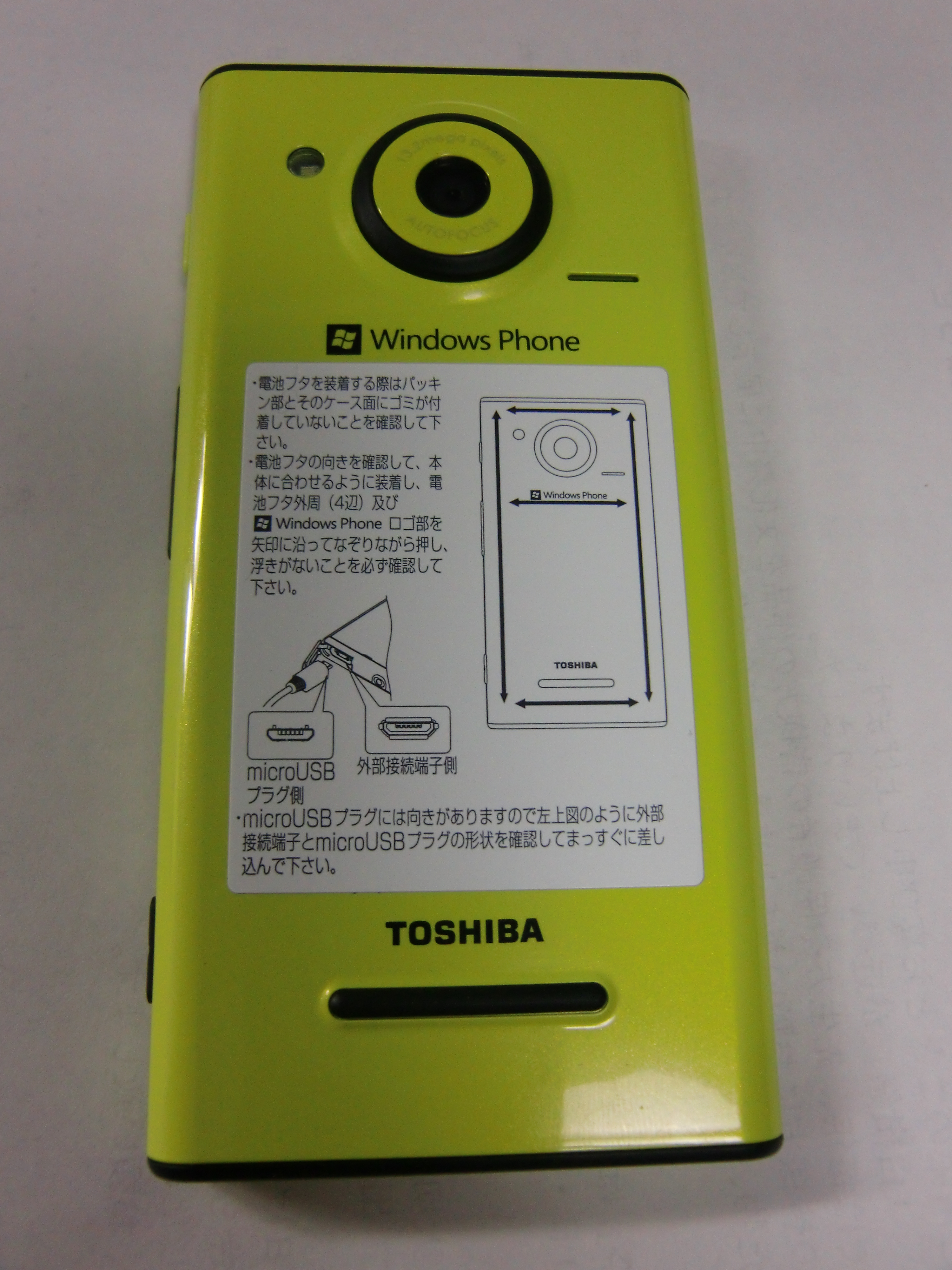
Fujitsu-Toshiba IS12T (tył)

Inne modele japońskich telefonów komórkowych
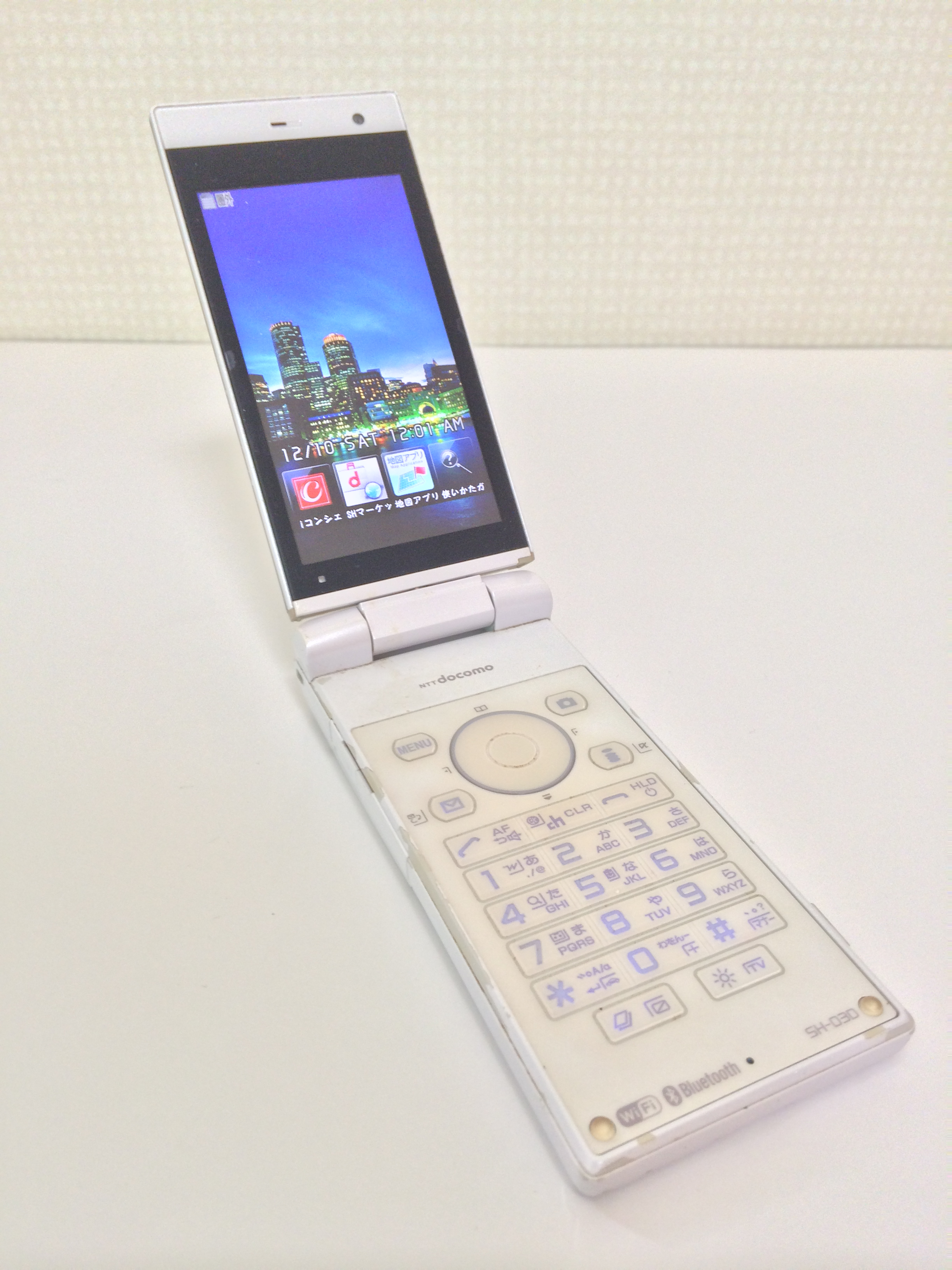
Sharp SH-03D Aquos
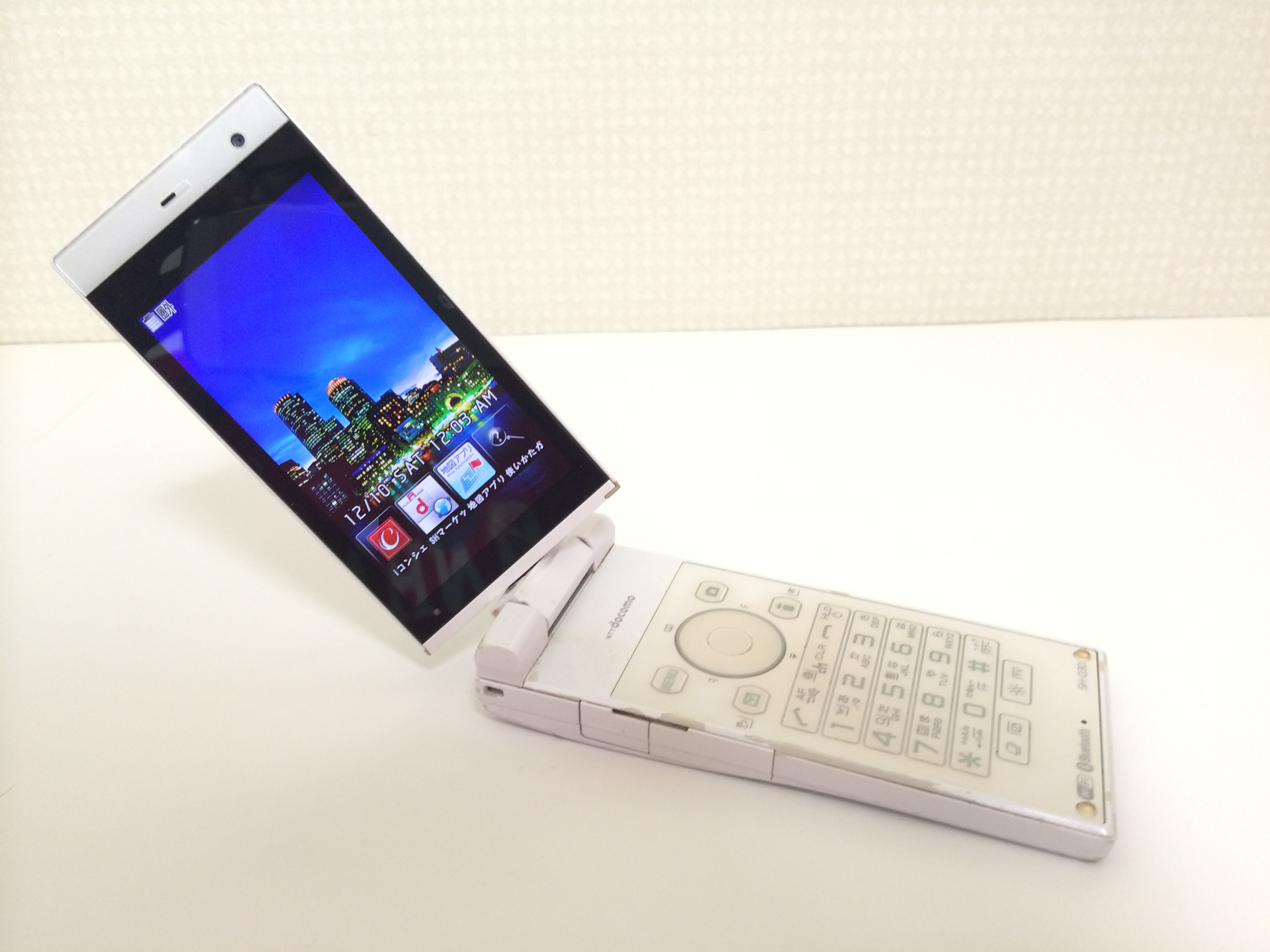
Sharp SH-03D Aquos
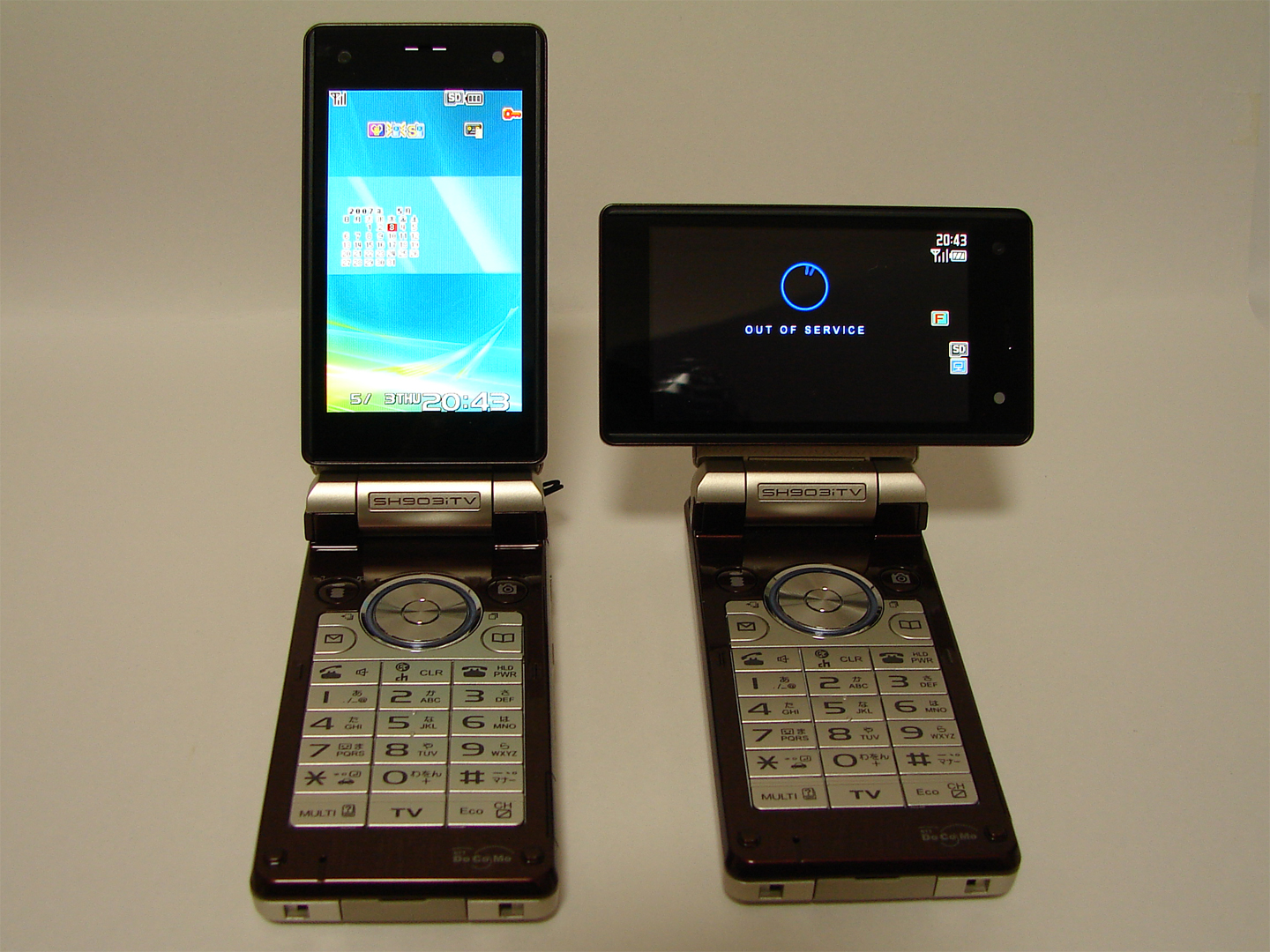
Sharp FOMA SH903iTV
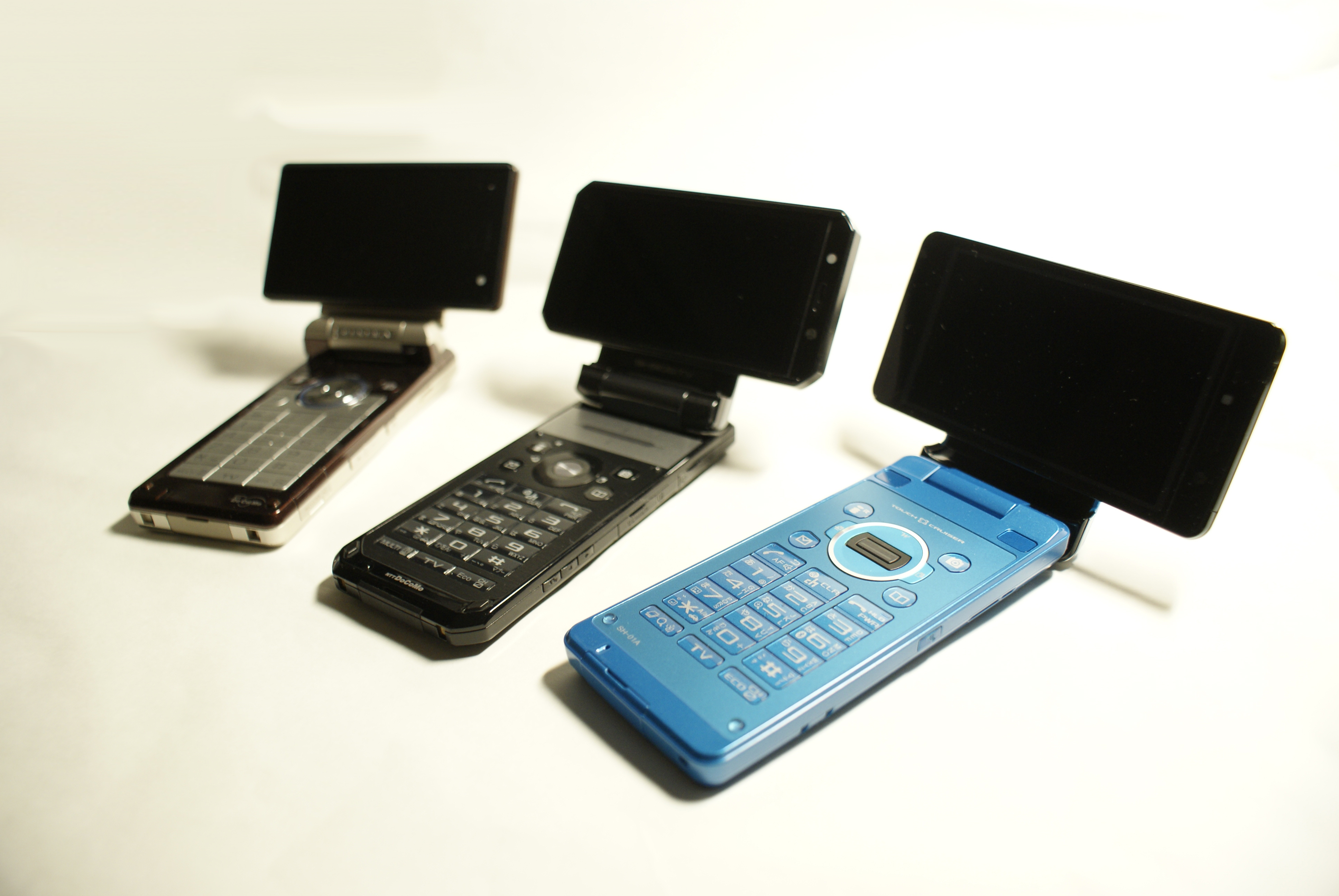
AQUOS, SH905iTV, SH-01A
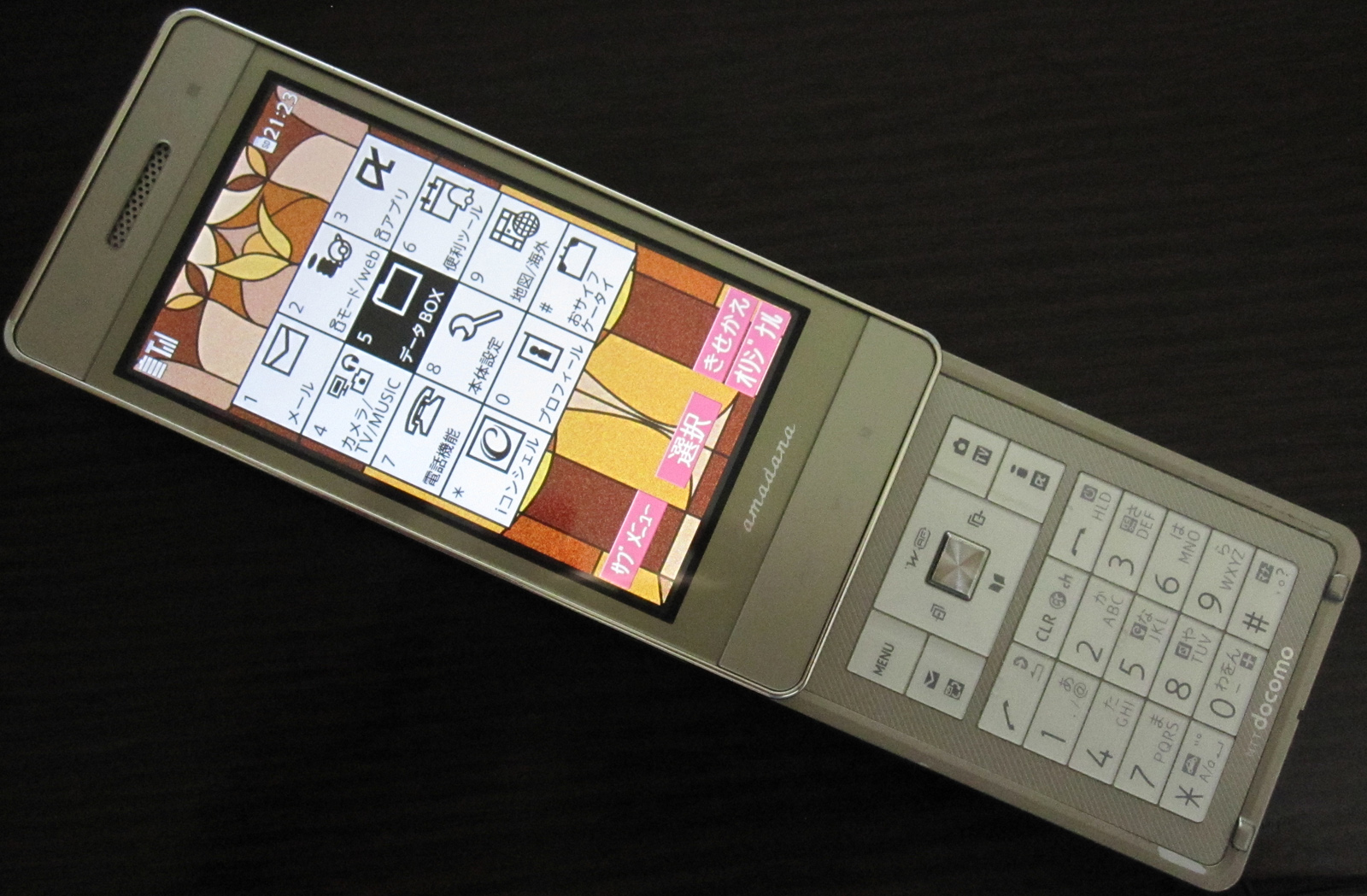
NEC N-07B